# وايلد أرمز 5
وايلد أرمز 5، هي الجزء الخامس والأخير من سلسلة وايلد أرمز، وهي من تطوير ميديا فيجن، ونشرها شركة سوني كمبيوتر إنترتنمنت، صدرت اللعبة في الأسواق سنة 2006، وتعمل حصراً لمنصة بلاي ستيشن 2.